# Jules Brisson (homme politique)
Pour les articles homonymes, voir Jules Brisson.
Jules Brisson, né le 9 août 1837 à Sainte-Sévère (Charente) et mort le 1er juillet 1922 à Cognac (Charente), est un homme politique français.

## Biographie
Viticulteur dans le vignoble de Cognac, il est conseiller d'arrondissement en 1885, maire de Cognac de 1889 à 1902 et sénateur de la Charente de 1903 à 1912. Inscrit au groupe de la Gauche démocratique, il intervient sur les questions budgétaires concernant son département.

## Source
- « Jules Brisson (homme politique) », dans le Dictionnaire des parlementaires français (1889-1940), sous la direction de Jean Jolly, PUF, 1960 [détail de l’édition]